# 韩北屏
韩北屏（1914年6月30日—1970年9月27日）原名韩立。男，江苏扬州人，中国共产党党员，1927年后历任于镇江、扬州等地，曾担任记者、编辑和民教馆职员，《诗志》月刊主编，五路军救亡工作团团员，《广西日报》编辑、编辑主任，《扫荡报》编辑主任，香港南国等影片公司编导委员，广州华南人民文艺学院文学部副主任、教授，后到中国作家协会创联部工作。曾任中国作家协会广州分会常务理事、副秘书长、副主席。

## 生平
韩北屏，1914年生于扬州，家住仁丰里五巷，青少年时期在扬州、镇江两地度过。他在梅英中学（扬州中学）读初中时，家中弟妹七人，生活负担重，他身为长子，无力继续升学，父亲送他到镇江怡大参药行学生意。由于喜爱文学，他以“露珠”等笔名开始在镇江一些报刊上发表诗文，参加了镇江文学青年创办的朝霞社。初中就读于梅英中学（现扬州中学）。曾於镇江怡大参药行当学徒。
因职业的缘由，韩北屏平时养成衣着整洁、举止温文尔雅的习惯。当时他结识了诗人路易士、常白等，受他们诗风影响，韩北平的诗词言辞华丽，追求意境。
1931年开始发表作品。1932年，韩北屏发表第一篇作品《铁犁》，后任《江都日报》编辑主任。
1934年，韩北屏创办并主编《菜花》、《诗志》等月刊。 
1937年岁首，朝霞社举行年会，席间有人提议写诗的社友即兴为大家作几首诗。韩北屏当时穿一身西服，他斜仰着头，微笑的脸上架副金丝眼镜，边听别人朗诵，边看着自己吐出的烟圈出神。轮到他时，他朗诵道：“春天就要来了，在朋友们欢聚的时刻，我狂吸着‘五月花’（指‘五华’牌香烟）。”另一位朋友接着吟道：“年轻人向着朝阳，友情比春花更鲜艳，馥郁而芬芳。”全场报以掌声。后来有段时间，韩北屏曾在上海主编《菜花》、《诗志》杂志。
抗日战争爆发后，韩北屏参加了江都文化界抗日宣传队，编印抗日救亡的报刊，创作抗日救亡的歌曲。1937年底扬州沦陷，韩北屏随抗日宣传队辗转大别山、武汉、桂林，后在广西日报社担任编辑，结识了夏衍、田汉、杜宣等人。为了抗议顽固派破坏团结抗战，反对蒋介石独裁，桂林文协于1942年冬举行纪念“郭沫若五十寿辰和创作二十五周年”活动，声势浩大，振奋人心。韩北屏在《广西日报》上刊载了许多报道文章，全力支持这项活动。抗战胜利后，他到了广州，曾在香港大中华影业公司负责编剧工作。
新中国成立后，韩北屏一直勤奋写作，热情讴歌社会主义祖国新生事物。1950年，韩北屏到广州并在华南文学艺术学院任教。1932年由于他写了篇反映人力车夫生活的作品《铁犁》，牵涉到镇江新闻界一件诉讼，韩北屏回到扬州避居。事态平息后，他到《江都日报》任编辑，曾和文友们在扬州创办世界语协会。他在广州华南文艺学院任教期间参加过清匪反霸和土改运动。有次外出，他的帽子被土匪的子弹打飞了，他根据这段经历写出反映南方土改生活的小说《高山大峒》。1954年加入中国作家协会。1955年，韩北屏任《作品》月刊编辑。1959年，韩北屏加入中国共产党。
1961年，任中国作协对外联络委员会副主任。1961年韩北屏调中国作家协会，负责对外联络工作。1964年，出版散文集《非洲夜会》。
1970年9月27日，韩北屏逝世。

## 主要作品
1953-1964年，韩北屏写下7部小说、4部诗集、3部电影、1部报告文学集。著有诗集《人民之歌》、《江南草》、《和平的长城》，小说集《高山大峒》、《荆棘的门槛》、《没有演完的悲剧》，散文集《史诗时代》、《非洲夜会》，报告文学集《桂林的撤退》，长诗《鹰之妻》等。